# 레빈탈의 역설
레빈탈의 역설은 단백질 접힘을 이론적으로 설명하는 과정에서 생겨난 난해함을 역설로 표현한 것이다. 아미노산이 일렬로 연결된 펩타이드 사슬은 물리화학적으로 안정된 상태의 구조를 찾아가는데, 대부분의 경우 이 단백질 3차 구조는 단백질 종류별로 고유한 형태를 가지며, 이로써 단백질은 특정 생화학적 기능을 수행할 수 있다. 이론적으로, 펩타이드 사슬은 매우 큰 수의 물리화학적 자유도를 갖는다. 따라서 가능한 단백질의 3차 구조의 개수는 이론적으로 천문학적인 수에 달하게 된다. 사이러스 레빈탈은 1969년 처음으로 이 문제를 제기하였는데, 그에 따르면 약 3300개 또는 10143개의 단백질 구조가 예상된다고 하였다.
단백질 접힘 문제는 생명체에서 항상 일어나고 있는 단백질 접힘을 설명하고, 더 나아가 주어진 아미노산 서열이 어떻게 특정한 단백질 구조를 만들어내는지 예측하는 것을 궁극의 목표로 한다. 이는 단백질체학(proteomics)의 중심문제 중 하나이다.

## 같이 보기
- 단백질 접힘